# Município de Winterville (condado de Pitt, Carolina do Norte)
O município de Winterville (em inglês: Winterville Township) é um localização localizado no  condado de Pitt no estado estadounidense da Carolina do Norte. No ano 2010 tinha uma população de 46.280 habitantes.

## Geografia
O município de Winterville encontra-se localizado nas coordenadas 35° 33′ 14,58″ N, 77° 22′ 47,87″ O.